# Eduard Heinrich Heydenreich
Eduard Heinrich Heydenreich (* 4. Februar 1790 in Dresden; † 17. Februar 1883 ebenda) war ein deutscher Jurist, Dozent an der Universität in Wittenberg, Rechtsanwalt und Stadtrat in Dresden.

## Leben und Wirken
Eduard Heinrich Heydenreich studierte Rechtswissenschaften und wurde zuerst Privatdozent der Rechte an der Universität im damals noch sächsischen Wittenberg. Als Wittenberg mit dem Ende der Napoleonischen Kriege 1815 preußisch wurde, zog er schließlich nach Dresden und arbeitete in der sächsischen Residenz als Advokat. Allerdings ist Heydenreich bis 1829 nicht im Dresdner Adressbuch verzeichnet, erst ab 1831, dann als Hausbesitzer der Johannesgasse 197 in der Pirnaischen Vorstadt. 1839 verkaufte er das Haus und kaufte im Gegenzug das Haus in der Amalienstraße 10, in das er im gleichen Jahr zog.
1847 wurde Heydenreich Stadtrat zu Dresden, ein bürgerliches Ehrenamt. Während der Revolution 1848/49 blieb Heydenreich ein Anhänger der Monarchie, was er auch in seinen Gedichten zum Ausdruck brachte, die er in seiner Freizeit schrieb. 1879 wurde er Rechtsanwalt beim Königlichen Landgericht.
Von 1847 bis zu seinem Tod im Jahr 1883 verwaltete Heydenreich das Familienstipendium. Zu seinen Ehren erschien auch eine Gedenkmünze. Heydenreich wohnte zuletzt in der Amalienstraße 19 im ersten Obergeschoss.

## Familie
Eduard Heinrich Heydenreich entstammte der sächsischen Familie Heydenreich, die mehrere berühmte Theologen, Juristen, Politiker und Offiziere in ihrem Stammbaum enthält. Die ununterbrochene Stammfolge geht auf Hannß Heydenreich auf Walthersdorf bei Freiberg zurück. Er wurde am 4. Februar 1790 geboren als Sohn des königlich-sächsischen Oberkonsistorialrates Benjamin Carl Heinrich Heydenreich (* 24. Oktober 1762; † 16. Mai 1835 in Dresden), verheiratet seit 18. Oktober 1787 in Dresden mit Christiane Friederike (* um 1765; bestattet 24. September 1827 in Dresden), eine Tochter von Johann Gottlieb Müller, General-Accis-Ober-Einnehmer zu Dresden.
Eduard Heinrich Heydenreich hatte acht Geschwister:
1. Gustav Heinrich Heydenreich (* 7. Juni 1791 in Dresden; † 22. Mai 1857 in Weißenfels), Theologe, Entomologe und Superintendent in Weißenfels;
2. Adolf Heinrich Heydenreich (* 4. Oktober 1792 in Dresden; † 27. Oktober 1855 in Dresden), königlich-sächsischer Offizier, zuletzt im Rang eines Artillerie-Majors, Stabsoffizier und Direktor der Militär-Bildungs-Anstalt;
3. Ernestine Henriette Christiane Heydenreich (* 12. Juni 1797 in Dresden; † 21. Dezember 1880 in Dresden). Sie wohnte bei ihren Eltern in der Amalienstraße.[6];
4. Wilhelmine Henriette Heydenreich (* 13. August 1799 in Dresden; † 6. März 1845 in Wittenberg) verheiratet mit Dr. jur. Pfotenhauer in Wittenberg;
5. Karl Heinrich Heydenreich (* 26. Juni 1801 in Dresden; † 29. April 1882);
6. Auguste Henriette Heydenreich (* 1802 in Dresden);
7. Ludwig Ernst Heydenreich (* 20. Januar 1804 in Dresden; † 20. April 1889 in Leipzig), Großkaufmann;
8. Charles Henry Heydenreich (* 8. Dezember 1816 in Dresden; bestattet 18. Juli 1881 in Green-Wood Cemetery, New York), 1840 Musiklehrer in Dresden, Vergoldner, 1861–1864 Soldat im 20th New York Volunteer Infantry Regiment. Er war ein Halbbruder aus dem Verhältnis seines Vaters mit N.N. geb. Patitz.[7]

Heydenreich war verheiratet seit 4. November 1816 in Dresden mit Juliana Friederica Agnesa Rhäsa (* 13. September 1795 in Dresden; † 9. September 1865 in Dresden), eine Tochter von Carl Gottlob Rhäsa (* 1754; † 26. August 1823 in Teplitz), königl. Sächs. Hof- und Justizien-Kanzlei-Sekretär zu Dresden. Neun Kinder gingen aus der Ehe hervor:
1. Julius Karl Heinrich Heydenreich (* 28. Oktober 1817 in Dresden; † 8. September 1904 in Blasewitz bei Dresden), Theologe und Pfarrer von Leubnitz-Neuostra, verheiratet seit 11. Juni 1851 mit Emilie geb. Steffen (1830–1910), eine Schülerin von Clara und Robert Schumann. Ihr Sohn, Eduard Karl Heinrich Heydenreich (* 29. Mai 1852 in Dresden; † † 2. März 1915 in Leipzig) war Doktor der Philologie, Gymnasiallehrer, Dozent für Geschichte an den Königlichen Bergakademie zu Freiberg, Professor, Ahnenforscher und Archivar sowie zuletzt Kommissar für Adelsangelegenheiten im sächsischen Innenministerium im Rang und mit Titel eines Königlich Sächsischen Oberregierungsrates.
2. Rosalie Heydenreich (* Mai 1819 in Dresden; † Juni 1823 in Dresden);
3. Elise Henriette Louise Heydenreich (* 11. Januar 1822 in Dresden); verheiratet seit 4. November 1847 mit der Gymnasial Oberlehrer Karl Traugott Sachse (1816–1863);
4. Marie Heydenreich (* Mai 1823 in Dresden; † Juni 1823 in Dresden);
5. Bernhard August Heinrich Heydenreich (* 12. Mai 1825 in Dresden; † 9. März 1893 in Dresden), königl. sächs. General;
6. Mathilde Heydenreich (* März 1827 in Dresden; † Januar 1828 in Dresden);
7. Wilhelm Heydenreich (* 1830 in Dresden; † 1852 in Dresden);
8. Pauline Henriette Marie Heydenreich (* 23. April 1833 in Dresden) verheiratet seit 9. November 1865 mit Julius Hermsdorf (1822–1893), Pastor in Grünlichtenberg:
9. Wilhelmine Henriette Heydenreich (* 28. Oktober 1836 in Dresden).

## Auszeichnungen (Auswahl)
- 1870: Ritter 1. Klasse des königlich-sächsischen Albrechts-Ordens

## Schriften (Auswahl)
- Claudius Tryphoninus, De iure pignorum pars 1. Dissertation Wittenberg 1812.
- Glückliche Heimkehr Sr. Majestät, unseres allergnädigsten Königs und Herren Friedrich August. Verlag Teubner, Leipzig 1844.